# Елізабет Гігу
Елізабет Гігу (фр. Élisabeth Guigou; уроджена Вальє, нар. 6 серпня 1947, Марракеш, Марокко) — французький політик, член Соціалістичної партії.

## Біографія
Вона вивчала літературу (зі спеціалізацією в області американської літератури). Закінчила Інститут політичних досліджень в Екс-ан-Прованс, отримала підвищення кваліфікації в Національній школі адміністрації. Працювала на різних посадах в уряді, в тому числі а апараті Жака Делора, коли він був міністром фінансів та економіки.
У 1990–1993 вона була міністром-делегатом з європейських відносин в урядах Мішеля Рокара, Едіт Крессон та П'єра Береговуа.
У період 1992–2001 входила до ради регіону Прованс — Альпи — Лазурний Берег. У 1994–1997 — член Європейського парламенту. Вона працював віце-президентом групи Партії європейських соціалістів та входила до Комітету з інституційних питань.
У 1997 році отримав мандат члена Національних зборів від департаменту Сена-Сен-Дені. Незабаром вона отримала портфель міністра юстиції в уряді Ліонеля Жоспена (з 4 червня 1997 по 18 жовтня 2000), потім — міністр праці та соціальної солідарності до 5 травня 2002. На парламентських виборах у 2002 році, 2007 та 2012 була знову обрана в нижню палату французького парламенту. У 2008 році також одночасно займала посаду заступника мера міста Нуазі-ле-Сек.